# Türkiye Kupası 1969/70
Die Türkiye Kupası 1969/70 war die 8. Auflage des türkischen Fußball-Pokalwettbewerbes. Der Wettbewerb begann am 3. September 1969 mit der 1. Hauptrunde und endete am 20. Mai 1970 mit dem Rückspiel des Finals. Im Endspiel trafen Göztepe Izmir und Eskişehirspor aufeinander. Eskişehirspor nahm zum ersten Mal am Finale teil. Für Göztepe war es das dritte Mal.

## 1. Hauptrunde
- Adana Sümerspor erhielt das Freilos und war automatisch für die nächste Runde qualifiziert.

|                    | Gesamt    |                       | Hinspiel | Rückspiel |
| ------------------ | --------- | --------------------- | -------- | --------- |
| Trabzonspor        | 5:3       | Ankara Demirspor      | 3:2      | 2:1       |
| Boluspor           | (a)3:3(a) | Mersin İdman Yurdu    | 3:1      | 0:2       |
| Şekerspor          | (M)1:1(M) | Vefa SK               | 1:0      | 0:1 n. V. |
| Tarsus İdman Yurdu | 2:7       | MKE Ankaragücü        | 0:1      | 2:6 n. V. |
| Samsunspor         | 1:1       | Gençlerbirliği Ankara | 0:0      | 1:1       |
| Nazillispor        | 2:1       | Kocaeli Kağıtspor     | 2:0      | 0:1       |
| Kütahyaspor        | 2:1       | Feriköy SK            | 2:1      | 0:0       |
| Denizlispor        | 0:1       | Bursaspor             | 0:0      | 0:1       |
| Izmir Denizgücü    | 0:2       | Galatasaray Istanbul  | 0:1      | 0:1       |
| Orduspor           | 2:1       | Akçaabat Sebatspor    | 2:0      | 0:1       |
| Izmirspor          | (a)4:4(a) | Eskişehirspor         | 4:2      | 0:2       |
| Altınordu Izmir    | 0:6       | PTT                   | 0:4      | 0:2       |
| İstanbulspor       | 2:1       | Fenerbahçe Istanbul   | 1:1      | 1:0       |
| Altay Izmir        | 6:2       | Beşiktaş Istanbul     | 3:2      | 3:0       |

## 2. Hauptrunde

### Vorrunde
|                    | Gesamt |                 | Hinspiel | Rückspiel |
| ------------------ | ------ | --------------- | -------- | --------- |
| Mersin İdman Yurdu | 12:0   | Adana Sümerspor | 5:0      | 7:0       |

### Hauptrunde
|                      | Gesamt    |             | Hinspiel | Rückspiel |
| -------------------- | --------- | ----------- | -------- | --------- |
| MKE Ankaragücü       | 3:2       | Trabzonspor | 1:1      | 2:1       |
| Mersin İdman Yurdu   | 1:2       | Kütahyaspor | 1:1      | 0:1       |
| Nazillispor          | 1:2       | Orduspor    | 0:0      | 1:2       |
| Altay Izmir          | 0:3       | PTT         | 0:0      | 0:3       |
| İstanbulspor         | (a)1:1(a) | Bursaspor   | 0:0      | 1:1       |
| Eskişehirspor        | 5:0       | Samsunspor  | 5:0      | 0:0       |
| Galatasaray Istanbul | 3:0       | Vefa SK     | 3:0      | 0:0       |

## Viertelfinale
|                | Gesamt    |                      | Hinspiel | Rückspiel |
| -------------- | --------- | -------------------- | -------- | --------- |
| Orduspor       | (a)3:3(a) | İstanbulspor         | 1:1      | 2:2       |
| Kütahyaspor    | 4:3       | PTT                  | 2:0      | 2:3       |
| MKE Ankaragücü | 3:4       | Göztepe Izmir        | 3:2      | 0:2       |
| Eskişehirspor  | 2:0       | Galatasaray Istanbul | 2:0      | 0:0       |

## Halbfinale
|             | Gesamt |               | Hinspiel | Rückspiel |
| ----------- | ------ | ------------- | -------- | --------- |
| Kütahyaspor | 0:4    | Eskişehirspor | 0:0      | 0:4       |
| Orduspor    | 1:4    | Göztepe Izmir | 0:0      | 1:4       |

## Finale

### Hinspiel
| Paarung        | Eskişehirspor – Göztepe Izmir |
| Ergebnis       | 2:1 (2:1) |
| Datum          | 13. Mai 1970 um 15:00 Uhr |
| Stadion        | Atatürk-Stadion, Eskişehir |
| Schiedsrichter | Alfred Ott ( BR Deutschland) |
| Tore           | 0:1 Nevzat Güzelırmak (13.) 1:1 Ender Konca (29.) 2:1 Ayhan Aşut (33.) |
| Eskişehirspor  | Taşkın Yılmaz – İsmail Arca, Faik Şentaşlar, İlhan Çolak – Ayhan Aşut, Kamuran Yavuz, Abdurrahman Temel, Ender Konca – Fethi Heper, Nihat Atacan, Nuri Toygün Cheftrainer: Abdulah Gegić ( Jugoslawien)                   |
| Göztepe Izmir  | Ali Artuner – Hüseyin Yazıcı, Mehmet Işıkal, Çağlayan Derebaşı – Nevzat Güzelırmak, Mehmet Aydın, Ali İhsan Okçuoğlu, Fevzi Zemzem – John Nielsen (46. Mehmet Türken), Ertan Öznur, Halil Kiraz Cheftrainer: Adnan Süvari |

### Rückspiel
| Paarung        | Göztepe Izmir – Eskişehirspor |
| Ergebnis       | 3:1 (1:1) |
| Datum          | 20. Mai 1970 um 19:15 Uhr |
| Stadion        | Alsancak-Stadion, Izmir |
| Schiedsrichter | Karl Riegg ( BR Deutschland) |
| Tore           | 1:0 Fevzi Zemzem (27.) 1:1 Mustafa Yuvalar (36.) 2:1 John Nielsen (73.) 3:1 Fevzi Zemzem (76.) |
| Göztepe Izmir  | Ali Artuner – Hüseyin Yazıcı, Mehmet Işıkal, Çağlayan Derebaşı – Nevzat Güzelırmak, Mehmet Aydın, Mehmet Türken (53. John Nielsen) – Fevzi Zemzem, Gürsel Aksel, Halil Kiraz Cheftrainer: Adnan Süvari                        |
| Eskişehirspor  | Taşkın Yılmaz – İlhan Çolak, İsmail Arca, Mustafa Yuvalar – Ayhan Aşut, Kamuran Yavuz (46. Faik Şentaşlar), Abdurrahman Temel, Nihat Atacan – Nuri Toygün, Ender Konca, Fethi Heper Cheftrainer: Abdulah Gegić ( Jugoslawien) |
| Platzverweise  | Çağlayan Derebaşı (32.) – keine |

## Beste Torschützen
| Rang | Spieler         | Verein             | Tore |
| ---- | --------------- | ------------------ | ---- |
| 1    | Fevzi Zemzem    | Göztepe Izmir      | 5    |
| 2    | Ender Konca     | Eskişehirspor      | 4    |
| 2    | Vahap Özbayer   | Eskişehirspor      | 4    |
| 2    | Çoşkun Süer     | MKE Ankaragücü     | 4    |
| 5    | Muharrem Algıç  | Mersin İdman Yurdu | 3    |
| 5    | İbrahim Arayıcı | Mersin Idman Yurdu | 3    |
| 5    | Kemal Keskin    | Kütahyaspor        | 3    |
| 5    | Güven Önüt      | Trabzonspor        | 3    |
| 5    | Cemil Turan     | İstanbulspor       | 3    |
| 10   | Mustafa Yuvalar | Eskişehirspor      | 2    |